# Agente Liberdade
Agente Liberdade (Benjamin Lockwood) é um personagem fictício que aparece nos quadrinhos americanos publicados pela DC Comics. Criado por Dan Jurgens, fez sua estréia em Superman vol.  2, # 60 (outubro de 1991), e mais tarde teve sua própria aventura solo no Agente Liberty Special # 1 (1992).
O ator Sam Witwer interpreta uma versão adaptada do personagem na quarta temporada da série de televisão de live-action Supergirl, ambientada no Arrowverse da The CW.

## Biografia de personagem fictício
O nome verdadeiro do Agente Liberdade é Benjamin Lockwood.  Certa vez, ele trabalhou para a CIA, mas no final deixou em desgosto seus métodos e os tipos de missões que ele estava sendo solicitado a realizar.  Mais tarde, ele ficou tão desencantado com o governo federal como um todo que se juntou ao grupo paramilitar chamado Filhos da Liberdade, que o equipou com o traje e armamento que ele usa como Agente Liberdade.  No começo, Lockwood usava seu disfarce de Agente Liberdade para ajudar a causa declarada dos Filhos de derrubar o atual regime governamental, o que o colocou em conflito com o Superman;  no entanto, quando a liderança dos Filhos lhe pediu para executar um assassinato do político Pete Ross, Lockwood recusou, e deixou os Filhos irem sozinhos.  Durante seu tempo trabalhando com eles, o Agente Liberdade também auxiliou brevemente a Liga da Justiça contra o vilão Brainiac no crossover Panic in the Sky. Lockwood mais tarde ajuda a derrubar os Filhos, enviando informações vitais para o repórter Clark Kent (identidade civil de Superman).
Lockwood depois descobre que um dos fundadores dos Filhos da Liberdade era seu ex-mentor da CIA, ele fica tão enojado com essa revelação que queima seu traje de Agente da Liberdade, prometendo nunca mais adotá-lo.  No entanto, Lockwood subseqüentemente se torna uma das muitas vítimas contra o cérebro de um culto iniciado por Brainiac e retoma a identidade do Agente Liberty mais uma vez.  Agente Liberty e os outros meta-humanos seqüestrados são resgatados por Huntress e Vixen.  Mais tarde, durante a crise de Crise Infinita que sacudiu a Terra, o Agente Liberdade é visto em uma missa por super-heróis desaparecidos e desaparecidos.